# Periș (Ilfov megye)
Periș község és falu Ilfov megyében, Munténiában, Romániában. A hozzá tartozó települések: Bălteni valamint Buriaș. 

## Fekvése
A megye északnyugati részén található, a megyeszékhelytől, Bukaresttől, harmincnégy kilométerre északra, a Ialomița és a Vlăsia folyók partján.

## Története
A 19. század végén Cocioc néven, a község Ilfov megye Snagov járásához tartozott és Bălteni, Brătulești, Cocioc (községközpont), Periș, Piscu, Piscu-Hereasca valamint Văleni-Buriașu falvakból állt, összesen 2447 lakossal. A község tulajdonában volt egy iskola, egy vízimalom és három templom, egy-egy Bălteni, Cocioc és Piscu falvakban. A község jelentős része ekkor még királyi birtok volt.
1925-ös évkönyv szerint a község Ilfov megye Buftea-Bucoveni járásához tartozott és Bălteni, Brătulești, Cocioc, Periș, Piscu, Văleni valamint Buriași falvakból állt, 5380 lakossal. 
1950-ben közigazgatási átszervezés alapján, Cocioc községet a Căciulați rajonhoz csatolták, majd 1960-ban a Bukaresti régió Răcari rajonjához került. 
1964-ben Turbați falu és község felvette a Siliștea Snagovului nevet, míg Fundu települést Pescarii-ra keresztelték át.
1968-ban ismét megyerendszert vezettek be az országban, a község az újból létrehozott Ilfov megye része lett. Pârlita, Cocioc és Brătulești falvak elveszítették önálló települési státuszukat és Periș falu részeivé váltak, mely ekkor lett községközpont, így a község felvette a Periș nevet.
1981-ben az Ilfovi Mezőgazdasági Szektor része lett, egészen 1998-ig, amikor ismét létrehozták Ilfov megyét.

## Lakossága
| Nemzetiségek        | 2002 | 2002   |
| ------------------- | ---- | ------ |
| Románok             | 7115 | 99,49% |
| Romák               | 28   | 0,38%  |
| Bolgárok            | 2    | 0,02%  |
| Magyarok            | 1    | 0,01%  |
| Törökök             | 1    | 0,01%  |
| Görögök             | 1    | 0,01%  |
| Szerbek             | 1    | 0,01%  |
| Egyéb nemzetiségűek | 2    | 0,02%  |
| Összesen            | 7151 | 100,0% |

## Látnivalók
- Scroviştea palota - I. Károly román király építette a Scroviştea erdőben.
- Első világháborús katonai emlékmű